# Adaptive Communication Environment
Adaptive Communication Environment (ACE) – framework o otwartym kodzie źródłowym, wykorzystywany w celu uproszczenia rozmaitych zagadnień związanych z programowaniem sieciowym. ACE wprowadza zestaw zorientowanych obiektowo klas C++, zaprojektowanych tak, by zapobiegając typowym błędom wspomagać programistów w zmaganiach ze złożonością i wyzwaniami charakterystycznymi dla programowania sieciowego.

## Historia
ACE był początkowo rozwijany przez Douglasa C. Schmidta w ramach pracy dyplomowej na University of California, Irvine. Prace następnie były kontynuowane na Washington University in St. Louis, gdzie został zatrudniony. To właśnie tam, w grupie DOC (Distributed Object Computer) ACE zostało opublikowane jako Open Source. Większość prac nad ACE  jest kontynuowana w ramach Institute for Software Integrated Systems (ISIS) na Uniwersytecie Vanderbilt.

## Możliwości
ACE pozwala na ustandaryzowane zastosowanie w wielu systemach operacyjnych/platformach sprzętowych specyficznych możliwości. Wprowadza szereg typów danych i metod udostępniających potężne, ale skomplikowane w użytkowaniu możliwości nowoczesnych systemów operacyjnych. Między innymi: komunikację między-procesową (inter-process communication), zarządzanie wątkami (thread management), efektywne zarządzanie pamięcią (efficient memory management), etc.
ACE zostało zaprojektowane tak, by było przenośne, udostępniając standardowy framework. Ten sam kod będzie działał na większości systemów typu Unix, Microsoft Windows, VxWorks, QNX, OpenVMS itp, z ewentualnymi minimalnymi zmianami. W związku z wielo-platformowym wsparciem ACE było szeroko wykorzystywane w oprogramowaniu komunikacyjnym. Spośród udanych projektów, wykorzystujących ACE należy wymienić: satelity Motorola Iridium, australijski latający system wczesnego ostrzegania i kontroli (AEW&C) Boeing Wedgetail i inne.

## Wzorce projektowe
Jedną z unikalnych cech ACE jest szerokie stosowanie wzorców projektowych (design patterns) w adresowaniu i złożonościach oprogramowania. Framework ACE udostępnia poniższe wzorce projektowe:
Wzorce obsługi zdarzeń:
- Reactor
- Acceptor-Connector
- Proactor
- Asynchronous Completion Token

Wzorce synchronizacyjne:
- Scoped Locking
- Strategized Locking
- Thread-Safe Interface
- Double-checked locking optimization

Wzorce współbieżności:
- Thread-Specific Storage
- Monitor Object
- Active Object
- Half-Synch/Half-Asynch
- Leader/Follower

Wzorce konfiguracji i dostępu do usług:
- Component Configurator
- Interceptor
- Extension Interface
- Wrapper Facade